# Leadhillite

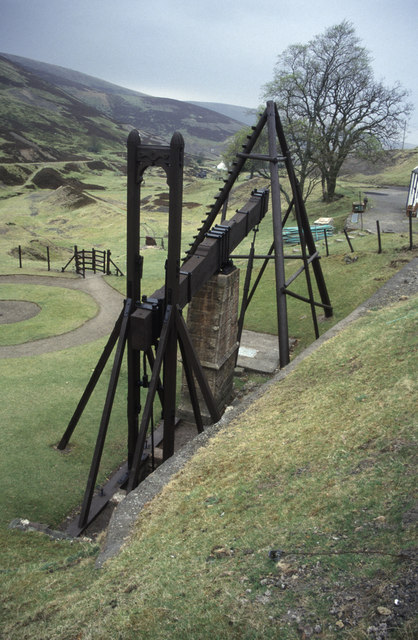
Une vieille utilisée pour assécher une mine de plomb près de Wanlockhead

La leadhillite est un minéral, hydroxy-sulfate-carbonate de plomb, souvent associé à l'anglésite. Sa formule chimique est : Pb4SO4(CO3)2(OH)2. La leadhillite cristallise dans le système monoclinique, mais développe des formes pseudo-hexagonales à cause du maclage. Elle forme des cristaux transparents à translucides de couleur variée avec un éclat adamantin. Elle est très tendre avec une dureté Mohs de 2,5 et une densité relativement élevée de 6,26 à 6,55.
Elle fut découverte en 1832 dans la mine Susannah, à Leadhills dans l'ancien comté de Lanarkshire en Écosse. Elle est trimorphe avec la susannite et la macphersonite (ces trois minéraux ont la même formule, mais des structures différentes). La leadhillite est monoclinique, la susannite est trigonale et la macphersonite est orthorhombique,,. La leadhillite a été nommée en 1832 d'après le topotype,,.

## Maille conventionnelle
La leadhillite appartient à la classe cristalline prismatique 2/m, qui est la classe de plus haute symétrie du système monoclinique. Elle a un axe de symétrie double perpendiculaire à un plan miroir, et la forme générale est un prisme à extrémité ouverte. Le groupe d'espace est P21/a, signifiant que l'axe double est un axe hélicoïdal (en) et que le plan miroir est un plan de glissement (en),,,.
Il y a 8 unités formulaires dans la maille conventionnelle (Z = 8) et l'angle β est presque égal à 90°. Les longueurs des arêtes de la maille conventionnelle sont a = 9,11 Å, b = 20,82 Å et c = 11,59 Å.

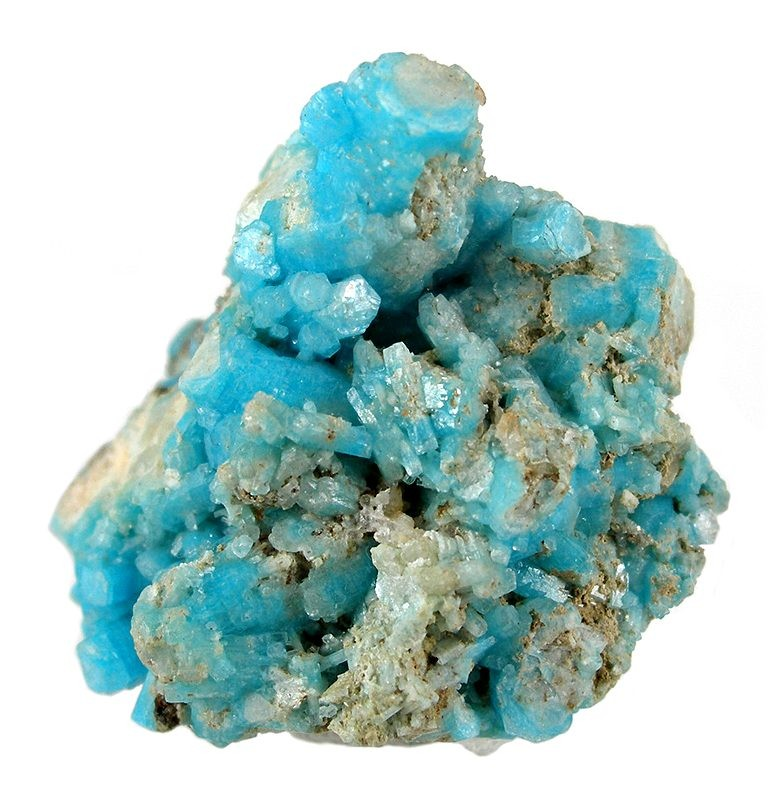
Leadhillite bleue de la mine Mammoth-Saint Anthony, Arizona, USA

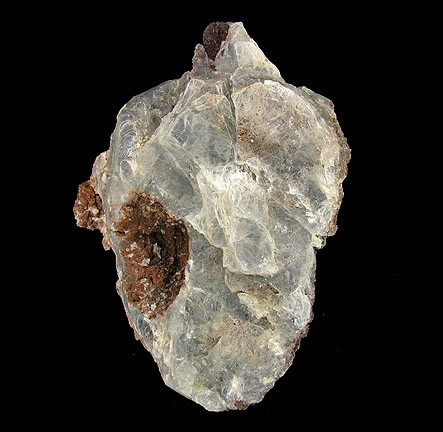
Leadhillite bleu-gris pâle de Tsumeb

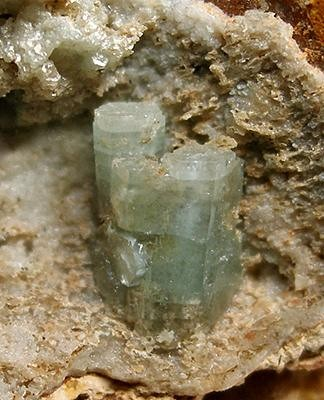
Leadhillite de la mine Beer Cellar, Missouri, USA

## Structure
La leadhillite a une structure en couches. Le minéral contient les groupes carbonate et sulfate, et ceux-ci sont arrangés en feuillets séparés. Des paires de feuillets carbonate 8(PbCO3) alternent avec des paires de feuillets sulfate 8[Pb(SO4)0.5OH]. Les feuillets carbonate ont virtuellement une symétrie trigonale, mais pas les feuillets sulfate. Tous les atomes de plomb (Pb) dans les feuillets carbonate sont entourés par 9 oxygènes des groupes carbonate et par un hydroxyle provenant d'un feuillet sulfate adjacent. Les atomes de Pb dans les feuillets sulfate sont liés à 9 ou  10 atomes d'oxygène.

## Aspect
Les cristaux sont habituellement petits à microscopiques, et presque toujours pseudo-hexagonaux, étant tabulaires avec un contour hexagonal. Des formes prismatiques existent également. La forme la plus simple avec des faces parallèles à l'axe b et coupant les axes a et c (représenté par {101}) peut se former. Dans ce cas, elle peut être striée ou incurvée. Sa couleur est blanche ou dans des teintes pales de vert, bleu ou jaune, mais la plus courante est incolore à blanche. La leadhillite est transparente à translucide, avec un trait blanc et un éclat résineux à adamantin, perlé sur les faces parallèles au plan contenant les axes a et b. Les formes tabulaires de la susannite sont très similaires,,,.

## Propriétés optiques
La leadhillite est biaxe (-) avec l'axe optique Z parallèle à l'axe cristallographique b, et l'axe optique X incliné par rapport à l'axe cristallographique c d'un angle de -5,5°,.
Les indices de réfraction sont élevés, donnant au minéral son fort éclat, nα = 1,87, nβ = 2,00 et nγ = 2,01.  Ces valeurs sont à comparer à celle d'un verre ordinaire de vitrage, qui est de seulement 1,5.  L'indice de réfraction dépend de la direction du trajet de la lumière à travers le cristal. La biréfringence maximale δ est la différence entre la plus forte et la plus faible valeur de l'indice. Pour la leadhillite, δ = 0,140,.
Une caractéristique importante d'un matériau biaxe est l'angle entre les deux axes optiques, appelé angle optique et noté 2V. Il est possible de calculer cette grandeur à partir des indices des réfraction, et également de la mesurer. Pour la leadhillite, les valeurs mesurées et calculées de 2V valent 10°,.
Quand la couleur de la lumière incidente change, les indices de réfraction changent, et donc la valeur de 2V. Cet effet est appelé dispersion des axes optiques. Dans la leadhillite cet effet est fort, 2V étant plus petit pour la lumière rouge que pour la lumière violette (r < v),.
 Le minéral devient fluorescent jaunâtre sous ultraviolets longs ou courts,,,.

## Propriétés physiques
La leadhillite est un minéral tendre, avec une dureté de seulement 2 1⁄2 à 3, un peu moins que celle de la calcite. Elle casse avec une cassure irrégulière à conchoïdale et est un peu sectile (en), ce qui veut dire que de fins copeaux peuvent y être découpés. Elle est lourde, à cause de la teneur en plomb, avec une densité de 6,55, similaire à celle d'autres minéraux de plomb tels que la cérusite (6,5) et l'anglésite (6,3),.

Le clivage est parfait sur un plan perpendiculaire à l'axe cristallographique c,.  
Le minéral est habituellement maclé, selon plusieurs lois de macle, formant des macles de contact, de pénétration et lamellaires. L'habitus typique est en cristaux maclés cycliques pseudo-hexagonaux aplatis ou tabulaires. 

La leadhillite est soluble avec effervescence dans l'acide nitrique HNO3, laissant du sulfate de plomb,,.

## Occurrence
Le topotype est la mine Susanna à Leadhills, Strathclyde, Écosse, Royaume-Uni.

La leadhillite est un minéral secondaire trouvé dans la zone oxydée de gisements de plomb associé à la cérusite, l'anglésite, la lanarkite, la calédonite, la linarite et la pyromorphite,,. Elle peut former des pseudomorphes à partir de la galène ou de la calcite, et réciproquement la calcite et la cérusite peuvent former des pseudomorphes à partir de la leadhillite. Le chauffage de la leadhillite la transforme de façon réversible en susannite.